# Paul Courant
Paul Courant (Kersbeek-Miskom, 10 november 1949) is een Belgisch voormalig voetballer die speelde als middenvelder. Hij voetbalde in Eerste klasse bij RFC Luik, Club Brugge en Cercle Brugge en speelde zes interlandwedstrijden  met het Belgisch voetbalelftal. Na zijn spelersloopbaan was hij manager bij KV Mechelen en RSC Anderlecht en daarna werd hij spelersmakelaar.

## Loopbaan

### Als speler
Courant sloot zich aan als jeugdspeler bij Racing Club Tienen en doorliep er de jeugdreeksen. Hij debuteerde er eveneens als centrale middenvelder in de eerste ploeg die op dat moment in Derde klasse voetbalde.
In 1969 trok toenmalig Eersteklasser RFC Luik hem aan en hij verwierf er onmiddellijk een vaste basisplaats. De ploeg eindigde de volgende seizoenen steevast in de middenmoot van de rangschikking. In 1975 werd Courant een eerste maal geselecteerd voor het Belgisch voetbalelftal maar mocht niet meespelen in de uitwedstrijd in Frankrijk. Voordien had hij al deel uitgemaakt van het nationale B-elftal, het nationale beloftenelftal en het universitaire elftal. In 1976 won Courant de trofee Man van het Seizoen.
Club Brugge trok hem aan en Courant zou er zijn beste jaren kennen. Met de ploeg die getraind werd door Ernst Happel werd hij landskampioen in 1977 en 1978 en won hij de Beker van België in 1977. In de Europacup I 1977/78 bereikte de ploeg de finale tegen Liverpool FC. De wedstrijd, die plaatsvond in het Wembleystadion, werd met 1-0 verloren. Onder Happels opvolger Han Grijzenhout werd de ploeg nogmaals landskampioen in 1980. In 1981 verliet Courant samen met Leen Barth de ploeg en ging voor stadsrivaal Cercle Brugge spelen. In totaal had Courant 185 wedstrijden voor Club Brugge gespeeld waarbij hij 48 doelpunten had gescoord. Hij speelde gedurende zijn periode bij Club Brugge zes wedstrijden met de nationale ploeg en scoorde eenmaal, in 1977 in de thuiswedstrijd tegen IJsland.
Bij Cercle Brugge was eerst Leo Canjels zijn trainer. Zijn eerste seizoen was geen succes en de degradatie kon maar op het nipertje vermeden worden. Daarna werd Han Grijzenhout opnieuw zijn  oefenmeester en Cercle groeide uit tot een goede middenmoter. In het seizoen 1983-1984 kon Courant slechts twee wedstrijden meespelen wegens een zware blessure. In 1985 won de ploeg onder trainer Georges Leekens de Beker van België na het nemen van beslissende strafschoppen tegen KSK Beveren. Courant besloot op dat moment een punt te zetten achter zijn spelersloopbaan op het hoogste niveau. Hij speelde voor Cercle 112 wedstrijden en scoorde hierbij 19 doelpunten. In totaal speelde hij 450 wedstrijden in Eerste klasse en scoorde hierbij 83 doelpunten.
Courant ging nog een jaartje bij Tweede klasse Union Sint-Gillis spelen. De ploeg degradeerde op het einde van het seizoen naar de Derde klasse en Courant stopte met voetballen.

### Na zijn spelersloopbaan
KV Mechelen trok hem in 1986 aan als sportief manager van de ploeg en hij bleef deze functie zeven jaar uitoefenen. Het waren de hoogdagen van de ploeg met als bekroning het behalen van Europacup II 1987/88 na winst tegen Ajax Amsterdam. In 1993 trok RSC Anderlecht hem aan als scoutingsverantwoordelijke. Nadat hij er in december 1998 was ontslagen werd Courant  spelersmakelaar.